# Église Louise Bourgeois

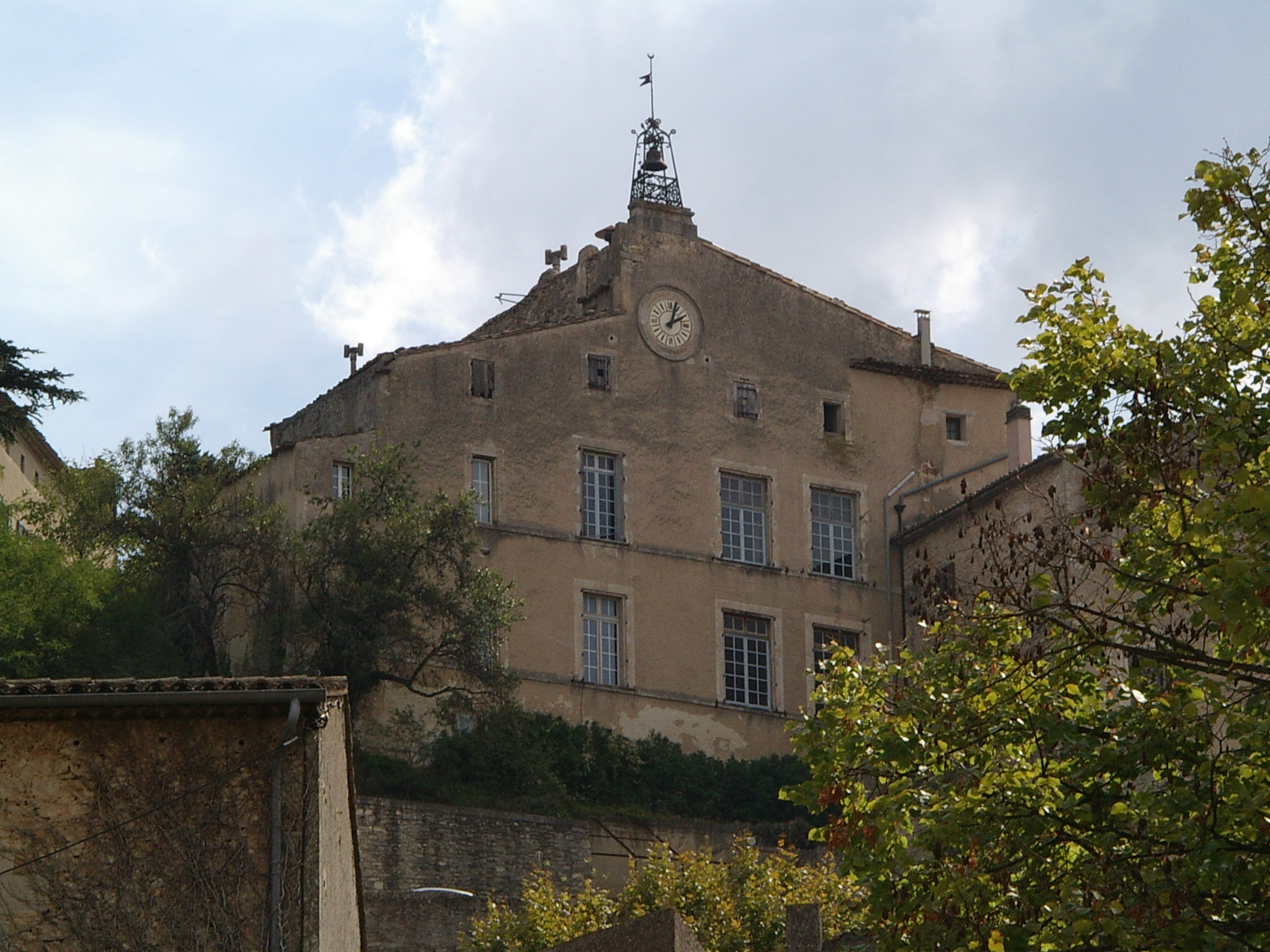
Blick zum Rekollektenkloster von Bonnieux

Die Église Louise Bourgeois, das ehemalige Rekollektenkloster Le Couvent d’Ô, ist ein kleines Museum in Bonnieux (Frankreich). Es werden Arbeiten der französischen Künstlerin Louise Bourgeois (* 25. Dezember 1911 in Paris; † 31. Mai 2010 in New York City) ausgestellt, die seit 1938 in Manhattan lebte und arbeitete. Heute gehört sie zu den großen Künstlern, ihre Arbeiten sind in den wichtigsten Museen der Welt zu sehen. Die Klosteranlage einschließlich der Kirche ist seit 1994 als Monument historique eingestuft.

## Geschichte
Die 1605 errichtete Kirche im Luberon liegt unterhalb des Ortes Bonnieux in einem als Park ausgestalteten Tal. Um 1800 wurde die kleine Kirche säkularisiert und diente später als Stall und Seidenmanufaktur. Der heutige Besitzer, ein Pariser Bankier, beauftragte die Künstlerin mit der Gestaltung der Kirche. Fünf Objekte aus unterschiedlichsten Materialien und in unterschiedlicher Größe wurden in den Kirchenräumen installiert. Im Hauptschiff unter dem Kreuzgratgewölbe wurde anstelle des Altars ein Bronzekreuz, dessen Querbalken zwei menschliche Arme bilden, aufgestellt auf einer einfachen Eisenkonsole seitlich des Kreuzes ist die rosafarbene Madonna mit Kind aus Strickstoff in einer Glasglocke zu sehen. Einfache Holzstühle möblieren den Hauptraum.

## Louise Bourgeois
Kaum jemand hat kindliche Traumata und weibliches Rollenverständnis, Ängste und geheime Wünsche so obsessiv künstlerisch verarbeitet wie Louise Bourgeois. Dies kommt durch das nahe dem Hauptportal aufgestellte Weihwasserbecken aus rohem und polierten fleischfarbenen Carrarer-Marmor zum Ausdruck. Der außen grob behauene Marmorrohling lässt im Inneren, dem glatt polierten Weihwasserbecken, zum Stillen bereite Brüste wachsen. An der Wand der kargen Seitenkapelle sitzt an der Wand eine übergroße Bronzespinne. Größtes Werk ist ein frei im Raum aufgestellter Beichtstuhl bestehend aus zwei käfigartigen Boxen mit rautenförmigem Gitterwerk. Betende Marmorhände sind in einem quadratischen Rahmen im Gitterwerk der Büßerseite eingestellt und im Innern der Kammer befindet sich ein Kruzifix. Eine gelungene und sehenswerte Synthese zwischen sorgfältig restauriertem Kirchengebäude und der so faszinierenden Ausstrahlung der einzigartigen Kunstwerke.